# La Riba (La Coruña)
La Riba (llamada oficialmente San Xoán da Riba) es una parroquia y aldea española del municipio de La Baña, en la provincia de La Coruña, Galicia.

## Entidades de población
Entidades de población que forman parte de la parroquia:
- Bafadoira (Bafaduira)
- Campelo
- Carballeira (A Carballeira)
- Costa (A Costa)
- Ferreiros
- Folgueira
- Loureiro (O Loureiro Pequeno)
- Manle
- Riba (A Riba)
- Trece
- Vigobó
- Espesedo

## Despoblado
Despoblado que forma parte de la parroquia:
- San Juan (San Xoán)

## Demografía

### Parroquia
| Gráfica de evolución demográfica de La Riba (parroquia) entre 2000 y 2018 |
|                                                                           |
| Datos según el nomenclátor publicado por el INE.                          |

### Aldea
| Gráfica de evolución demográfica de Riva (aldea) entre 2000 y 2018 |
|                                                                    |
| Datos según el nomenclátor publicado por el INE.                   |